# Fonts de Luçan
Fonts de Lussan (en francès Fons-sur-Lussan) és un municipi francès situat al departament del Gard i a la regió d'Occitània.